# Cornopteris opaca
Cornopteris opaca är en majbräkenväxtart som först beskrevs av David Don, och fick sitt nu gällande namn av Tag. Cornopteris opaca ingår i släktet Cornopteris och familjen Athyriaceae. Utöver nominatformen finns också underarten C. o. glabrescens.